# Abij Ahmed
Abiy Ahmed Ali, *15. avgust 1976, etiopski politik
Z Nobelovo nagrado za mir je bil nagrajen, ker je končal napet 20letni mejni spor med Etiopijo in Eritrejo. Vzgojila sta ga starša različnih verskih prepričanj, po mnenju mnogih velja za liberalnega demokrata in je eden najmlajših otrok številčne družine. Poleg začetne vojaške kariere in diplome iz računalništva je bil deležen izobraževanja na področju mirovništva, zmanjšanja konfliktnih situacij in filozofije.  
Politično se je udejstvoval v različnih društvih, predstavljal pa se je kot predvsem Etiopijca. Po končani vojni med Eritrejo in Etiopijo so bili na meji nemiri in večji del svojega univerzitetnega delovanja je posvetil razreševanju tega spora, kar je uspešno zaključil v praksi, ko je bil izvoljen. Trenutno rešuje zapleten spor znotraj Etiopije, kot je nastal od leta 2020 dalje.